# Biebersteinia
Biebersteinia Stephan, 1806 è un genere di piante angiosperme dell'ordine Sapindales, unico genere della famiglia Biebersteiniaceae Schnizl., 1858.

## Tassonomia
Il genere comprende le seguenti specie:
- Biebersteinia heterostemon Maxim.
- Biebersteinia multifida DC.
- Biebersteinia odora Stephan
- Biebersteinia orphanidis Boiss.